# 卡莱斯·普拉纳斯
卡莱斯·普拉納斯（1991年3月4日—）是一位西班牙足球運動員，在場上的位置是左後衛。他現在效力於西甲球隊維戈塞爾塔。他出自巴塞羅那的青訓系統。